# Samuel Apostool
Samuel Apostool (* 15. Juni 1638; † 29. April 1699) war Doktor der Medizin und bekannter mennonitischer Prediger in den Niederlanden des 17. Jahrhunderts.
Samuel Apostool war Führer der Sonnisten, die sich im Juni 1664 von der Amsterdamer Mennonitengemeinde abgespalten hatten, nachdem diese sich unter dem Prediger Galenus Abraham de Haen immer stärker arminianistischen und zum Teil spiritualistischen Ideen geöffnet hatte. Nach dem am neuen Versammlungshaus angebrachten Abzeichen der Sonne nannte sich die neue Gruppe um Apostool Sonnisten. Die in der Gemeinde verbliebene Gruppe nannte sich nach dem Zeichen des Lammes Lammisten. Samuel Apostool und die Sonnisten vertraten die Lehre der Prädestination und bestanden auf feste Glaubensgrundsätze. Die Spaltung der Amsterdamer Mennoniten wirkte sich bald auch auf andere niederländische Mennonitengemeinden aus. Gesprächen zwischen Lammisten und Sonnisten in den Jahren 1684 und 1685, an denen auch Samuel Apostool teilnahm, führten zu keiner wirklichen Verständigung. Erst 1801 vereinigten sich beide Parteien wieder.